# Meillerie
Meillerie is een gemeente in het Franse departement Haute-Savoie (regio Auvergne-Rhône-Alpes) en telt 280 inwoners (1999). De plaats maakt deel uit van het arrondissement Thonon-les-Bains.

## Geografie
De gemeente ligt aan de zuidelijke, Franse oever van het Meer van Genève. De oppervlakte van Meillerie bedraagt 3,9 km², de bevolkingsdichtheid is 71,8 inwoners per km².
De onderstaande kaart toont de ligging van Meillerie met de belangrijkste infrastructuur en aangrenzende gemeenten.

## Demografie
Onderstaande figuur toont het verloop van het inwonertal (bron: INSEE-tellingen).